# Театр одного демона
«Театр одного демона» (англ. A Farce to Be Reckoned With) — третья, заключительная часть трилогии о похождениях лисоподобного демона Аззи Эльбуба, написанная в соавторстве корифеями научной фантастики — Робертом Шекли и Роджером Желязны.
Первая публикация в 1995 году. В 1997 году произведение выходит в России в серии «Библиотека приключений и фантастики».
В последующем, произведение публиковалось неоднократно, в разных переводах (например, под названием «Пьеса должна продолжаться»). Последняя публикация — в 2008 году (Издательство ЭКСМО, ISBN 978-5-699-26519-0)

## Сюжет
Аззи в буквальном смысле слова выдернули из Венеции и отозвали обратно в ад. Когда демон, окончательно придя в себя после головокружительного полёта, огляделся кругом, он понял, что находится в прихожей самого сатаны, в загородном домике, где адский босс любил заниматься делами, требующими не спешки, а вдумчивого подхода. Голова у Аззи ещё слегка кружилась, в глазах было темно, а в ушах нестерпимо звенело.

Аззи обижен. Аззи оскорблён! Проигрыш сил Тьмы в двух предыдущих состязаниях отнюдь не его вина! Ну, ладно, в истории с Принцем и Скарлетт отчасти и его вина, но в происшествии с Фаустом, как минимум, виновен Мефистофель, который умудрился вместо алхимика и ученого взять в качестве подопытного какого-то бандита! Я уже помалкиваю про неофитку сил Добра — Илит! Вот уж кто тоже доставил огромное количество неудобств и волнений! Но отчаиваться не в правилах Аззи, чья кипучая и творческая натура подсказывает как исправить положение и снять с себя все необоснованные обвинения: он решает сотворить действительно нечто небывалое — учинить Великое Злодейство. Точнее поставить театральную постановку по аналогии с тем, то он делал ранее, но театром будет весь мир, а люди в нем — актёры (спасибо старине Шекспиру за подсказку).
Заказав известному поэту Пьетро Аретино из Венеции Безнравственную пьесу «О семи золотых подсвечниках», Аззи отправился в ближайший трактир, где напившись, потерял чудо-камень, с помощью которого возможно вызывать могущественных духов и богов древности. Кто-то теряет, кто-то находит… Жуликоватый торгаш Питер Вестал нашел камешек, вызвал Гермеса Трисмегистуса, наделал массу желаний, да так, что пришлось долго икать всем.
Между тем, Аззи предупреждали (и его босс, и даже всемогущая Ананке) о последствиях его пьесы… Но оскорбленный в лучших (для демона) чувствах Аззи не послушал советов и начал свою постановку. Да так, что чуть не поставил под угрозу исчезновения весь этот мир!

— Ох, такого я не ожидал, — вздохнул Безымянный, когда копьё прошло сквозь его голову. И с этими словами он умер.
Когда бой кончился, на арене цирка появилась Ананке. Она приветливо улыбалась.
— Молодцы, ребятушки! — сказала она. — Я знала наперёд, что в трудную минуту вы объединитесь!
— Так вот зачем ты всё это затеяла! — догадался Аззи.
— По многим причинам, друг мой. Но перечислять их все было бы слишком утомительно. Всегда найдётся множество причин для объяснения чего угодно, и у этих причин, в свою очередь, тоже будут какие-то причины. Но стоит ли забивать себе голову этими пустяками? Ведь самое главное — что все вы живы.
И, взявшись за руки, все они начали кружиться в огромном хороводе, плавно поднимаясь в воздух. Кружась всё быстрее и быстрее, они летели над землей — все, кроме…